# Help! (magazine)
Pour les articles homonymes, voir Help.
Help! est un magazine américain, dirigé par Harvey Kurtzman et édité par Warren Publishing de 1960 à 1965.

## Histoire

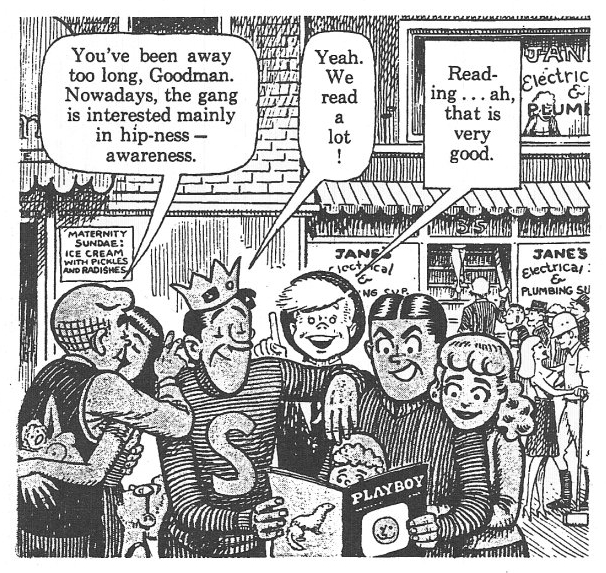
extrait de Goodman Goes Playboy publié dans Help de Kurtzman et Will Elder

En 1960, Harvey Kurtzman travaille déjà pour Warren Publishing où il dirige le magazine Favorite Western of Filmland. Celui-ci est constitué de romans photos humoristiques dans lesquels des photographies tirées de westerns sont remontées et auxquelles des dialogues sont ajoutés. Les ventes de ce magazine sont très bonnes et James Warren, éditeur de Warren Publishing, propose à Kurtzman de créer un nouveau magazine d'humour. Le principe des romans photos détournés est conservé mais les sujets sont plus diversifiés et traitent de l'actualité. Kurtzman et Warren signent un accord aux termes duquel chacun possède la moitié du magazine. Kurtzman reste propriétaire des textes et de toutes ses créations utilisés dans le magazine mais il ne touche que 25 % des recettes, en plus d'un salaire minimum, puisque le financement initial de 150 000$ est assuré par Warren.
Le premier numéro sort en août 1960 et compte soixante pages. 200 000 exemplaires sont imprimés. Comme il faut réduire le plus possible les coûts, Kurtzman utilise des images dans le domaine public et des réimpressions. De nombreuses pages sont consacrées aux envois de dessins humoristiques faits par les lecteurs et payés 5 $ le dessin, ainsi qu'au courrier des lecteurs qui se révèle aussi amusant. 
Kurtzman pour réaliser ce magazine engage une assistante Gloria Steinem. Celle-ci use de ses relations pour amener plusieurs personnalités du spectacle à poser pour la couverture et pour des gags. Cependant, contrairement aux espoirs de Warren et Kurtzman, le magazine se vend mal et est souvent déficitaire. Les relations entre les deux hommes se tendent peu à peu. Warren refuse d'augmenter le salaire de Kurtzman. Puis, pour le huitième numéro du magazine, Kurtzman propose une photo d'Adolf Eichmann disant « Jamais eu l'impression que le monde entier vous en veut ? ». Warren juge l'image de mauvais goût et manquant de respects pour les millions de morts de l'hoocauste. Kurtzman, qui est juif, se défend en expliquant que l'on peut rire de tout et que dans son genre l'image n'est pas de mauvais goût. Comme Help! continue à être déficitaire, le nombre de pages passe de 64 à 48 pages. La périodicité, mensuelle à l'origine, devient plus erratique et se stabilise à un rythme trimestriel.
Gloria Steinem quitte le magazine en 1963 et est remplacée par Chuck Alverson puis par Terry Gilliam. Help!, aux ventes toujours faibles, cesse d'être publié en 1965.